# شولا ماركس
شولا إيتا ماركس (بالإنجليزية: Shula Eta Marks)، الحاصلة على رتبة الإمبراطورية البريطانية، (من مواليد 14 أكتوبر 1938، في كيب تاون) هي أستاذة فخرية للتاريخ في مدرسة الدراسات الشرقية والإفريقية بجامعة لندن. كتبت شولا ما لا يقل عن سبعة كتب ودراسة بمنظمة الصحة العالمية بشأن الصحة والفصل العنصري بشأن قضايا الصحة والصحة العامة في جنوب أفريقيا. وتشمل بعض أعمال الصحة العامة الحالية مكافحة انتشار فيروس نقص المناعة البشرية / الإيدز في جنوب أفريقيا.

## سيرتها الذاتية
وُلدت شولا إيتا وينوكور في كيب تاون وتلقت تعليمها في جامعة كيب تاون، ثم حصلت على الدكتوراة من جامعة لندن، كما أنها تحمل ثلاث درجات دكتوراه فخرية. تزوجت من البروفيسور إسحاق ماركس، الأستاذ فخري في كلية الملك في لندن. ولديها اثنان من الأطفال، الدكتورة لارا ماركس، وهي باحثة زائرة في كلية لندن الجامعية ومحررة إدارة موقع www.whatisbiotechnology.org، ورفائيل ماركس، مهندس معماري.

## الحياة المهنية
- محاضرة في تاريخ أفريقيا، معهد دراسات الكمنولث 1963-1976.[3]
- القارئ في تاريخ الجنوب الأفريقي، 1976-84؛ وأستاذة تاريخ الكومنولث 1984-93 ومديرة معهد دراسات الكومنولث 1983-199.
- أستاذة فخرية في جامعة كيب تاون، 1994[4]
- أستاذة فخرية في جامعة ناتال، 1996
- أستاذ تاريخ جنوب أفريقيا في مدرسة الدراسات الشرقية والإفريقية 1993-2001 (أستاذة فخرية عام 2001، ثم زميلة فخرية 2005)[5]
- أستاذة في معهد دوغلاس ساوثال فريمان، جامعة ريتشموند 2005[6]
- أستاذة فخرية في جامعة جوهانسبرغ، 2012

## المناصب والأوسمة الأخرى
- مستشارة منظمة الصحة العالمية 1977-1980
- رئيس رابطة الدراسات الأفريقية في المملكة المتحدة، 1978-1979
- رئيس لجنة المنح الدراسية للجنوب الأفريقي التابعة للجامعة العالمية، 1981-1992
- المجلس الحالي لحماية العلوم والتعلم، 1983-2013 (الرئيس 1993-2004)
- رئيس معهد دراسات التنمية، جامعة ساسكس 1988-1991
- رئيس أمانة إدارة السجلات الدولية، 1989-2004
- المجلس الاستشاري المعني بالسجلات العامة، 1989-1994
- رئيس مجلس إدارة مركز الملكة إليزابيث، أكسفورد، 1991-1994
- لجنة منح الكمنولث، 1992-1998
- زميل الأكاديمية البريطانية،[7] 1995
- رتبة الإمبراطورية البريطانية، 1996
- محاضرة بيندوف السنوية السابعة، "إعادة كتابة تاريخ جنوب أفريقيا، أو البحث عن رأس هينتسا"، جامعة الملكة ماري وكلية ويستفيلد، سلمت في 12 مارس 1996.[8]
- مجلس بحوث العلوم الإنسانية 1997-1998، وهي هيئة حكومية غير تابعة لمجلس البحوث البريطاني
- مجلس البحوث الآداب والعلوم الإنسانية، 1998-2000
- نائب رئيس الجمعية الملكية الأفريقية، 1999
- جائزة أفريقية متميزة، جمعية الدراسات الأفريقية في المملكة المتحدة، 2002
- عضو مجلس كانون كولينز للتربية والمساعدة القانونية الاستئمانية، 2004-2014

## المؤلفات
- تمرد متردد: تقييم اضطراب 1906-08 في ناتال (1970)[9]
- الاقتصاد والمجتمع في جنوب أفريقيا قبل التصنيع (تم تحريره بالاشتراك مع أنتوني أتمور، 1980)[10]
- التصنيع والتغيير الاجتماعي في جنوب أفريقيا: تكوين الطبقة الأفريقية والثقافة والوعي، 1870-1930 (تم تحريره بالاشتراك مع ريتشارد راثبون، 1982)، لونجمان، لندن ونيويورك، 383 صفحة[11][12]
- شاركت في تأليف دراسة منظمة الصحة العالمية بشأن الصحة والفصل العنصري، 1983
- غموض التبعية في جنوب أفريقيا: التمييز والقومية والدولة في القرن العشرين بناتال (1986)[13]
- سياسة العرق والدرجة والوطنية في القرن العشرين جنوب أفريقيا (تم تحريرها بالاشتراك مع ستانلي ترابيدو، 1987)[14]
- ليست إما دمية تجريبية: العوالم المنفصلة لثلاث نساء في جنوب أفريقيا (1987)[15][16]
- الأخوية المقسمة: فئة العرق والقومية في مهنة التمريض في جنوب أفريقيا (1994)[2][17]